# Верхняя Берёзовка (приток Паозера)
Верхняя Берёзовка — река в России, протекает по территории Шабалинского района в Кировской области. Устье реки находится в 9,4 км от устья реки Паозер по правому берегу. Длина реки составляет 19 км. Площадь водосборного бассейна — 92,4 км².
Исток реки находится у села Большая Лога в 20 км к северо-востоку от посёлка Ленинское. река течёт на северо-запад, впадает в Паозёр у деревень Тимошино и Медведково.

## Данные водного реестра
По данным государственного водного реестра России относится к Верхневолжскому бассейновому округу, водохозяйственный участок реки — Ветлуга от истока до города Ветлуга, речной подбассейн реки — Волга от впадения Оки до Куйбышевского водохранилища (без бассейна Суры). Речной бассейн реки — (Верхняя) Волга до Куйбышевского водохранилища (без бассейна Оки).
Код объекта в государственном водном реестре — 08010400112110000040762.